# تپه قوز یوند
تپه قوز یوند مربوط به عصر مس است و در شهرستان هرسین، روستای قوز یوند واقع شده و این اثر در تاریخ ۱۰ دی ۱۳۸۱ با شمارهٔ ثبت ۶۸۸۵ به‌عنوان یکی از آثار ملی ایران به ثبت رسیده است.